# مهران برخورداری
مهران برخورداری (زاده ۵ مرداد ۱۳۷۹) تکواندوکار ایرانی است. او دارندهٔ نشان برنز قهرمانی جهان و نشان برنز بازی‌های آسیایی در سال ۲۰۲۲ است. او در مسابقات گرند اسلم ۲۰۲۳ توانست سهمیه بازی‌های المپیک تابستانی ۲۰۲۴ را به دست آورد و در پایان مسابقات المپیک در وزن ۸۰- کیلوگرم مردان به مدال نقره دست یافت.

## المپیک ۲۰۲۴
برخورداری در مرحله یک هشتم نهایی موفق شد جسوربک جیسونوف از ازبکستان را شکست دهد. در مرحله یک چهارم او با شکست سیمون آلسیو ایتالیایی به نیمه نهایی راه یافت و در این مرحله سئو جون وو از کره جنوبی را شکست داد تا بعد از ۱۲ سال ایران در تکواندوی مردان پس از محمد باقری معتمد در المپیک ۲۰۱۲ فینالیست داشته باشد‌. او در دیدار پایانی مقابل فیراس کاتوسی از تونس با نتیجه دو بر صفر شکست خورد و مدال نقره این مسابقات را کسب کرد.